# Галіцин Олександр Анатолійович
Олекса́ндр Анато́лійович Галі́цин (нар. 20 грудня 1955, Валуйки) — український російськомовний поет; член Національної спілки письменників України з 2000 року.

## Життєпис
Народився 20 грудня 1955 року в місті Валуйках Білгородської області (нині Росія). Трудову діяльність розпочав у 1973 році на Валуйському цукровому заводі слюсарем. 1983 року закінчив Харківський політехнічний інститут.
Після здобуття вищої освіти одержав призначення на роботу на Крюківський вагонобудівний завод у Кременчуці, де працював енергетиком напівскатного цеху. Протягом 1986—1990 років — начальник штабу малого промислово-будівельного підприємства «Молодіжний житловий комплекс»; у 1991—1997 роках — директор ТОВ «Пульсар»; з 1997 року — генеральний директор Акціонерного товариства закритого типу «Кременчуцький центр промислової комплекції».

## Творчість
Друкується з 1994 року. Автор поетичних збірок:
- «Родина» (Кременчук, 1999);
- «Мои бульвары» (Кременчук, частина I — 1999, частина II — 2000);
- «Маленькие заставки» (Кременчук, 2001);
- «От Александра до Владимира» (Кременчук, 2005);
- «Лица века» (Кременчук, 2007);
- «Моя родина» (Кременчук, 2007).